# 连乐铁路
连乐铁路是内江市、眉山市、乐山市境内的一条地方铁路。东起内江市威远县的归连铁路的连界站，向西经汪洋镇、仁寿县、乐山港站至乐山市峨眉山市九里乡燕岗站与成昆铁路接轨。
该铁路是川西南地区通往北部湾海口的铁路通道，是川威集团从攀西地区运输原材料及产成品从乐山港转水运输出的主要运输通道。同时与归连铁路一起，成为成昆、成渝铁路的联络线。

## 历史
内江市、眉山市、乐山市自2010年以来与四川省铁路投资集团对连界—乐山南—燕岗铁路线路走向、可行性进行研讨。中国华西工程设计建设有限公司编制《新建铁路连界至乐山南线预可行性研究报告》项目预可行性研究报告，2012年10月23日至25日通过了四川省工程咨询研究院的专家评估，2013年报送四川省发改委。
2014年12月31日，四川省环境保护厅正式批复归连铁路环境影响报告书。
2015年10月29日，连乐铁路仁寿段正式动工。
2016年10月，全线正式开工建设。
2021年7月15日，四川连乐铁路乐山段正线贯通。12月28日，四川连乐铁路正线轨道全线贯通。
2022年7月13日，连乐铁路顺利通过静态验收。8月26日，连乐铁路项目动态验收顺利通过。11月4日，连乐铁路通过初步验收。11月27日，铁路顺利通过运营安全评估。12月30日，连乐铁路连界站至乐山港站开通管内运营。